# Mighty Wanderers FC
Der Mighty Wanderers Football Club, aus Sponsorengründen auch als Mighty Mukuru Wanderers Football Club bekannt, ist ein malawischer Fußballverein aus Blantyre. Aktuell (Stand Mai 2024) spielt der Verein in der ersten Liga.

## Namenshistorie
| Jahr     | Ereignis                                                                                    |
| -------- | ------------------------------------------------------------------------------------------- |
| 1962     | Gründung als Malawi Telecommunication Limited Wanderers Football Club kurz MTL Wanderers FC |
| 2011     | Umbenennung in Mighty Wanderers Football Club                                               |
| 2015     | Umbenennung in Be Forward Wanderers Football Club                                           |
| 2021     | Umbenennung in Mighty Wanderers Football Club                                               |
| Mai 2022 | Umbenennung in Mighty Mukuru Wanderers Football Club                                        |

## Erfolge
- Super League

Meister: 1990, 1995, 1997, 1998, 2006, 2017
Vizemeister: 1999, 2001, 2003, 2004, 2005, 2007, 2018, 2019
- Malawi FAM Cup

Pokalsieger: 2005, 2012, 2013, 2016, 2018
Pokalfinalist: 2015
- Malawi Carlsberg Cup: 1999
- Malawi Charity Shield: 2004, 2006, 2016, 2019
- Bingu Cup: 2008
- Chibuku Cup: 1969, 1972, 1973, 1976, 1978, 1994, 1997
- Kamuzu Cup: 1976, 1982, 1985, 1997
- Airtel Top 8 Cup: 2022
- Press Cup: 1990
- 555 Challenge Cup: 1985, 1986, 1997
- Franklin Cup: 1966/67
- Stan Hope Trophy: 1964/65
- BAT Sportsman Trophy: 1985, 1986
- Presidential Cup: 2008/09, 2011

## Stadion

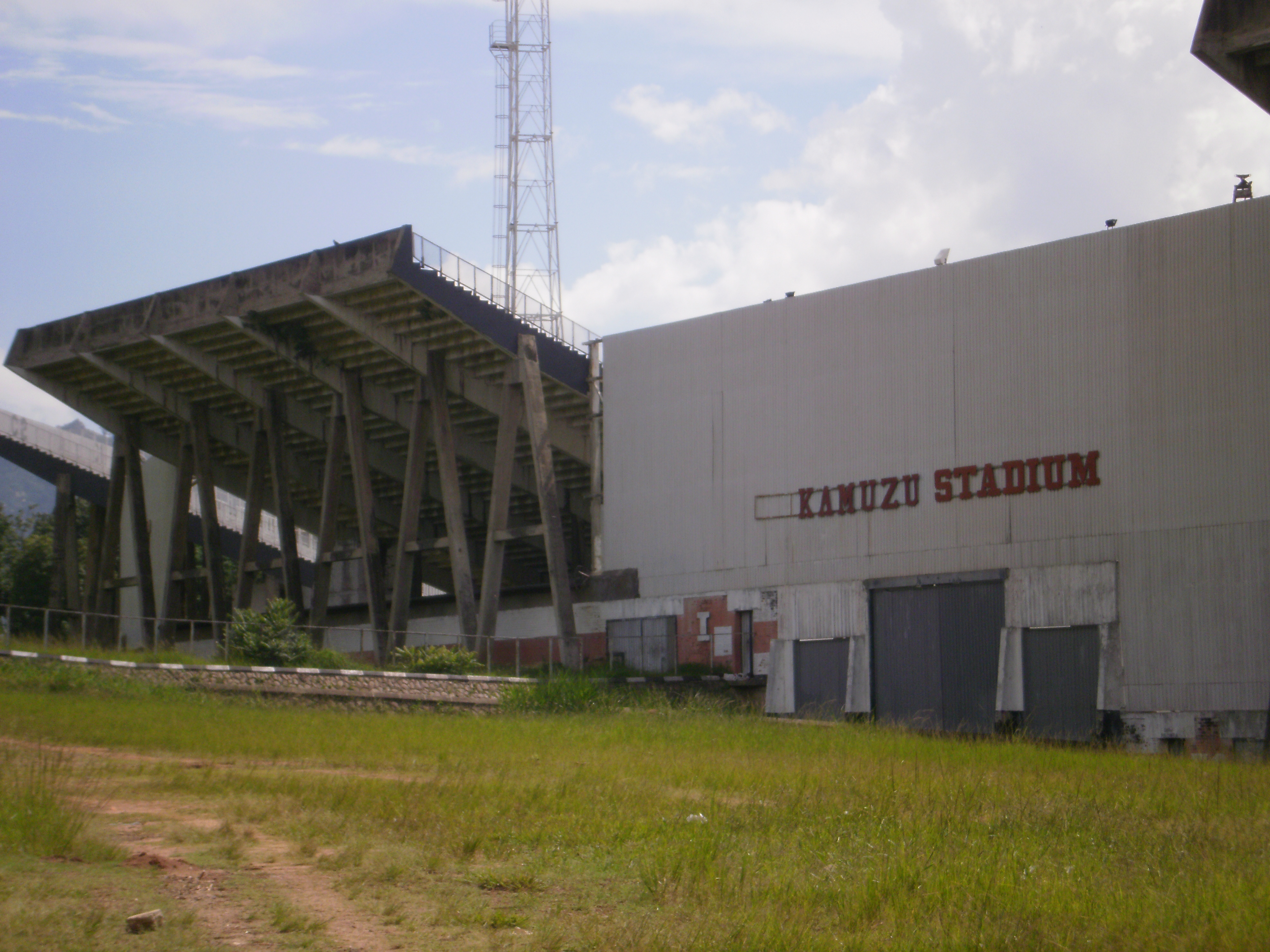
Kamuzu Stadium

Der Verein trägt seine Heimspiele im Kamuzu-Stadion in Blantyre aus. Das Stadion hat ein Fassungsvermögen von 65.000 Personen.

## Trainer
| Trainer              | Nation  | von          | bis               |
| -------------------- | ------- | ------------ | ----------------- |
| Ramadhan Nsanzurwimo | Malawi  | 1. Juli 2001 | 31. Dezember 2001 |
| Yasin Osman          | Burundi | Oktober 2016 |                   |